# Mauves
Mauves är en kommun i departementet Ardèche i regionen Auvergne-Rhône-Alpes i sydöstra Frankrike. Kommunen ligger  i kantonen Tournon-sur-Rhône som ligger i arrondissementet Tournon-sur-Rhône. År 2022 hade Mauves 1 192 invånare.

## Befolkningsutveckling
Antalet invånare i kommunen Mauves
Referens: INSEE

## Galleri

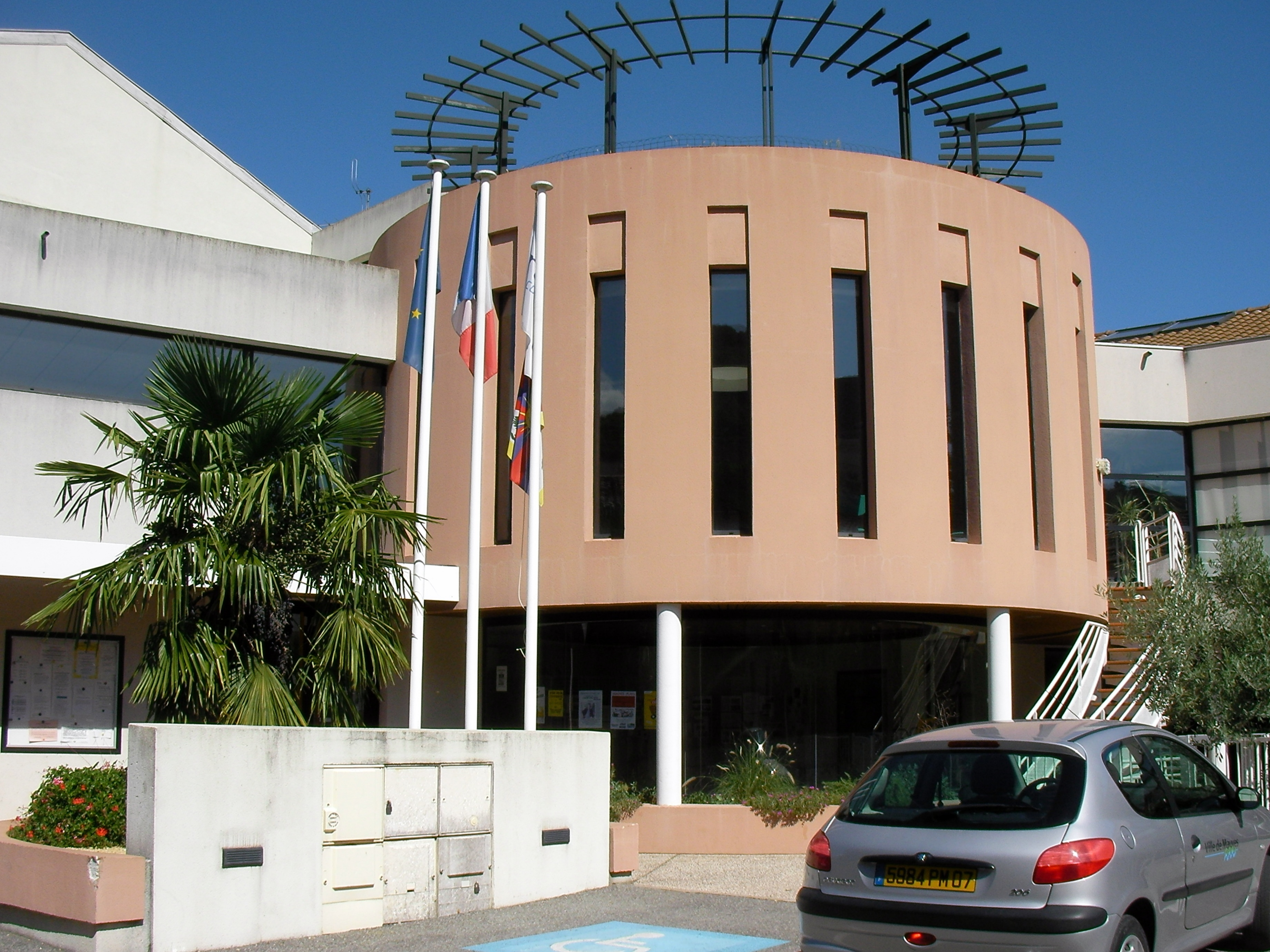
Rådhuset